# Манро, Фрэнк
Фрэ́нсис Майкл «Фрэнк» Манро́ (англ. Francis Michael "Frank" Munro; 25 октября 1947, Броти Ферри, Данди, Великобритания — 16 августа 2011, Вулвергемптон, Англия, Великобритания) — шотландский футболист и тренер, известный по своим выступлениям за клуб «Вулверхэмптон Уондерерс».

## Карьера
Начинал играть в юниорском составе «Челси». Затем выступал за основу Данди Юнайтед и Абердина. На протяжении девяти сезонов защищал цвета английского клуба «Вулверхэмптон Уондерерс» (1968—1977), в составе которого стал финалистом Кубка УЕФА (1972) и обладателем английского Кубка футбольной лиги (1974). В 1978 г. в составе «Селтика» завоевал Кубок Шотландской лиги.
В конце 1970-х гг. переехал в Австралию, где выступал, а затем был тренером нескольких местных клубов. В 1991 г. возвратился в Великобританию.